# コヤブ歴史堂〜にゃんたの（秘）ファイル〜
『コヤブ歴史堂〜にゃんたの（秘）ファイル〜』（コヤブれきしどう にゃんたのまるひファイル）は、2013年5月12日から2014年9月28日まで、朝日放送で放送されていたバラエティ番組。小籔千豊の冠番組でもある。放送時間は毎週日曜日0:49 - 1:19（土曜深夜、JST）。

## 概要
歴史にまつわる最新の面白雑学を、芸人たちのコントやトークとともに紹介する歴史バラエティー。芸人たちによる現代の会社員などに置き換えたコント映像を交えながら、スタジオでは直衣姿の小籔やゲストたち、進行役のにゃんたやアドバイザーのこはにわ先生といったパペットたちがそれについてのトークを行う形式となっている。なお、前者については後者を唸らせる上手い発言を行うと、アシスタントのRekicoから鰹節が贈られる。

## 出演者

### レギュラー
- 小籔千豊
- にゃんた - 声：お〜い!久馬（ザ・プラン9）、動き：藤中早紀
- こはにわ先生 - 浮世博史（西大和学園中学校・高等学校社会科教諭）
- Rekico - 田中涼子

### 過去の出演者
- 柏木美里 - 番組開始当初の数回のみRekicoとして出演
- 戸田れい - 番組開始当初の数回のみRekicoとして出演

## 放送リスト
公式サイトの「放送内容」を元に作成。

## ネット局
| 放送対象地域 | 放送局                | 系列           | 放送時間                     | 放送開始日     | 遅れ       |
| ------------ | --------------------- | -------------- | ---------------------------- | -------------- | ---------- |
| 近畿広域圏   | 朝日放送（ABC）       | テレビ朝日系列 | 日曜 0:49 - 1:19（土曜深夜） | 2013年5月12日  | 制作局     |
| 愛媛県       | 愛媛朝日テレビ（eat） | テレビ朝日系列 | 日曜 2:15 - 2:45（土曜深夜） | 2013年7月14日  | 遅れネット |
| 熊本県       | 熊本朝日放送（KAB）   | テレビ朝日系列 | 日曜 2:25 - 2:55（土曜深夜） | 2013年8月11日  | 遅れネット |
| 鹿児島県     | 鹿児島放送（KKB）     | テレビ朝日系列 | 金曜 1:45 - 2:15（木曜深夜） | 2013年10月4日  | 遅れネット |
| 福島県       | 福島放送（KFB）       | テレビ朝日系列 | 日曜 1:45 - 2:15（土曜深夜） | 2013年10月20日 | 遅れネット |
| 山口県       | 山口朝日放送（yab）   | テレビ朝日系列 | 金曜 1:15 - 1:45（土曜深夜） | 2014年1月24日  | 遅れネット |
| 新潟県       | 新潟テレビ21（UX）    | テレビ朝日系列 | 月曜 1:15 - 1:45（日曜深夜） | 2014年2月17日  | 遅れネット |
| 岩手県       | 岩手朝日テレビ（IAT） | テレビ朝日系列 | 水曜 0:50 - 1:20（火曜深夜） | 2014年4月2日   | 遅れネット |
| 石川県       | 北陸朝日放送（HAB）   | テレビ朝日系列 | 日曜 0:45 - 1:15（土曜深夜） | 2014年7月6日   | 遅れネット |
| 長崎県       | 長崎文化放送（NCC）   | テレビ朝日系列 | 日曜 1:15 - 1:45（土曜深夜） | 2014年10月27日 | 遅れネット |
| 山形県       | 山形テレビ（YTS）     | テレビ朝日系列 | 火曜 0:50 - 1:20（月曜深夜） | 2015年3月31日  | 遅れネット |

## スタッフ
- ナレーション：乾麻梨子（朝日放送〈現：朝日放送テレビ〉アナウンサー）
- 構成：杉本つよし、くらやん、モリワキナオシ
- ブレーン：村上慶太
- CAM：川崎圭一郎、手塚西都子、中本徹、重國裕治
- SW：勝間敦
- VE：大橋慎哉
- LD：田中一輔
- MIX：坂本宗之
- AUD：神田雅之
- SE：黒澤秀一
- MA：直田輝彦
- ENG：三村友昭
- EED：上田重樹
- 美術：田中彰洋
- 協力：ウォークオン、トラッシュ、アイネックス、関西東通、ライズ・アップ（旧東通ライティング）、スタジオ ネスト、思巧堂、東京衣裳、京阪商会、ビーム、グリーン・アート、新光企画、ジー・マックス、デジアサ、シュプール、BE-HONEST、ヴィズミック
- 番組宣伝：阪本美鈴
- 編成：佐々木真司
- デスク：服部八壽子
- FD：徳原由花、谷本春華
- ディレクター：大橋洋平、堀景輔、植村文雄
- チーフディレクター：堀英一
- プロデューサー：奈良井正巳、坂口大輔
- 制作協力：吉本興業
- 製作著作：朝日放送